# Chabahar
Chabahar (Perzisch: چابهار) is een Iraanse stad aan de kust van de Golf van Oman. Chabahar is gelegen aan de Makran-kust van de provincie Sīstān va Balūchestān. De inwoners zijn etnische Beloetsji(en) en Perzen. De haven Chabahar Port is van belang voor het handelsverkeer naar en uit Iran en Afghanistan, dat zelf niet beschikt over een haven.
Chabahar Port is de enige haven van Iran aan de Indische Oceaan en bestaat uit twee afzonderlijke havens, Shahid Kalantari en Shahid Beheshti, elk met vijf ligplaatsen hebben.
De ontwikkeling van de haven werd voor het eerst voorgesteld in 1973 door de laatste sjah van Iran, hoewel de uitvoering werd vertraagd door de Iraanse islamitische revolutie van 1979. 
De eerste fase van de haven werd geopend in 1983 tijdens de oorlog tussen Iran en Irak, toen Iran de handel over zee naar het oosten begon te verschuiven naar de Pakistaanse grens om minder afhankelijk te zijn van havens in de Perzische Golf, die kwetsbaar waren voor aanvallen door de Iraakse luchtmacht.
India en Iran kwamen in 2003 overeen de haven van Shahid Beheshti verder te ontwikkelen, maar konden dit toen niet verwezenlijken door de internationale sancties tegen Iran. In mei 2016 ondertekenden India en Iran een bilaterale overeenkomst waarin India een van de ligplaatsen in de haven van Shahid Beheshti zou verbeteren en een 600 meter lange containerafhandelingsfaciliteit zou aanleggen. Deze haven is deels bedoeld als alternatief voor de handel tussen India en Afghanistan, aangezien ze 800 kilometer dichter bij de zuidgrens van Afghanistan ligt dan de Pakistaanse haven van Karachi. 
In juli 2016 begon India met het verschepen van $ 150 miljoen aan materiaal voor de aanleg van spoorlijnen naar Chabahar om de havencontainersporen te ontwikkelen en de $ 1,6 miljard Chabahar-Zahedan-spoorweg aan te leggen, waarvoor India $ 400 miljoen extra beloofde en Iran $ 125 miljoen toewees in december 2016, waardoor de totale toewijzing tot eind 2016 op 575 miljoen dollar komt (van de 1,6 miljard dollar die nodig is voor het spoor). In oktober 2017 werd de eerste lading tarwe van India naar Afghanistan via de haven van Chabahar verzonden. In december 2018 nam India de havenactiviteiten over, hoewel het nog steeds Iraans grondgebied betreft.